# La Neuve-Lyre

La Neuve-Lyre este o comună în departamentul Eure, Franța. În 1 ianuarie 2022 avea o populație de 532 de locuitori.
Are o suprafață de 2,85 km². Populația este de 573 locuitori, determinată în 1 ianuarie 2017, prin recensământ.